# Јенки Дудл Доктор
Јенки Дудл Доктор (енг. Yankee Doodle Doctor) је шеста епизода прве сезоне америчке војномедицинске драмедије M*A*S*H (срп. Меш). Јенки Дудл Доктор се први пут емитовала 22. октобра 1972. године на телевизијском каналу Си-Би-Ес. Епизоду је написао Бурт Стајлер, а режирао Брајс Билсон.
Јенки Дудл Доктор је премијерно приказана 22. октобра 1972. године, а затим репризирана 8. априла 1973. године.
Смештена током Корејског рата, радња епизоде Јенки Дудл Доктор прати капетана Бенџамина Френклина "Хокаја" Пирса (Алан Алда) и капетана "Трапера" Џона Франциса Ксавијера Мекинтајера (Вејн Роџерс), водеће хирурге у четири хиљаде седамдесет и седмој мобилној војној болници (енг. Mobile Army Surgical Hospital) који покушавају да креирају сатирични филм који пародира америчку војску и генерала Клејтона.
Наслов епизоде је алузија на филм Јенки Дудл Денди из 1942. године са Џејмсом Кегнијем у главној улози. Такође, алузије на Гручо Маркса и његовог брата Харпо Маркса се појављују у епозоди.
Јенки Дудл Доктор је прва епизода Меша која је садржала директне антиратне поруке усмерене према америчкој војсци. Амерички магазин Newsweek је у априлу 1973. године, назвао ову епизоду "најгрубљом иронијом".

## Радња
Потпоручник Двејн Брикер одлучује да сними документарни филм који прати животе хирурга који оперишу у току Корејског рата. Генерал Крендел Клејтон одобрава креацију овог филма и препоручује четири хиљаде седамдесет и седму мобилну војну болницу. Хокај Пирс пристаје да буде главна улога у филму, али убрзо схвата да је филм креиран да буде ратна пропаганда која представља хирурге као свеце. Те вечери, Хокај и Трапер проналазе филмску траку на којој је све снимљено и излажу је светлости. Брикер следећег јутра сазнаје да му је филм уништен и очајава. Хокај, Трапер и Радар волонтирају да креирају нови филм који би показали генералу Клејтону. 

На премијери филма, уместо озбиљног војног пропагандног филма Хокај, Трапер и Радар приказују њихову верзију филма, пародију ратног живота у којој Хокај Пирс глуми Јенки Дудл Доктора, базираног на Гручо Марксу, Трапер глуми хирурга базираног на Харпо Марксу, а Радар глуми њиховог беспомоћног пацијента. У последњој сцени филма, Хокај седи поред повређеног пацијента у пост-операционој сали и одржава говор о озбиљности рата. Он објашњава како рат није онакав какав је представљен и да хирурзи нису свемогући.
"Пре три сата овај момак је био у боју. Пре два сата смо оперисали на њему. Он има педесет-педесет шансе да преживи. Неке добијемо, неке изгубимо. О томе се све ради: нема обећања, нема осигураног преживљавања, нема "светаца у оделу хирурга". Наша вољност, наше искуство и наша техника нису довољни. Пиштољи, бомбе и нагазне мине имају више способности да одузму живот него што ми имамо да га сачувамо. Ово није баш неки срећан крај за филм, али опет ниједан рат није филм."
Потпоручник Хенри Блејк остаје забезекнут, а остатак публике је одушевљен. Блејк покушава да се оправда, али му Клејтон наређује да уништи све копије филма, али да сачува за њега једну верзију, јер му треба нештошто ће га насмејати кад се рат заврши. Он одлучује да задржи Хокајев монолог и да га убаци у прави филм.
На крају епизоде, Хокај објашњава Траперу и поручнику Марџи Катлер како размишља да направи наставак филма: "Два брата, један Јенк, један Корејац. Уопште не личе, а ја играм обе улоге."

## Улоге

#### Главне улоге
- Алан Алда - капетан Бенџамин Френклин "Хокај" Пирс

- Вејн Роџерс - капетан "Трапер" Џон Мекинтајер
- Меклејн Стивенсон - потпуковник Хенри Блејк
- Лорета Свит - мајор Маргарет "Вруће Усне" Хулихан
- Лари Линвил - мајор Френк Бурнс
- Гари Бургоф - млађи водник Валтер "Радар" О'Рајли

#### Споредне улоге
- Херб Воланд - генерал Крендел Клејтон
- Ед Фландерс - поручник Двејн Брикер
- Марција Штрасман - поручник Марџи Катлер, медицинска сестра
- Берт Крејмер - поручник Мартин[8]